# Arete (geslacht)
Arete is een geslacht van kreeftachtigen uit de klasse van de Malacostraca (hogere kreeftachtigen).

## Soorten
- Arete acanthocarpus (Miya & Miyake, 1968)
- Arete amboinensis de Man, 1910
- Arete dorsalis Stimpson, 1860
- Arete indicus Coutière, 1903